# Bolochowo
Bolochowo (russisch Болохово) ist eine Stadt in der Oblast Tula (Russland) mit 9622 Einwohnern (Stand 14. Oktober 2010).

## Geografie
Die Stadt liegt etwa 20 km südöstlich der Oblasthauptstadt Tula am Flüsschen Olen, zwischen der Upa und ihrem rechten Nebenfluss Schat im Flusssystem der Wolga.
Bolochowo liegt im Rajon Kirejewsk.

## Geschichte
Ein der Fürstenfamilie Bolchowski gehörendes Dorf an Stelle der heutigen Stadt ist seit etwa 1580 bekannt. Im 19. Jahrhundert war der Name Bolochowka gebräuchlich.
1934 wurde in der Nähe eine der größten Schachtanlagen des Moskauer Braunkohlebeckens eröffnet und nach dem Dorf Bolochowski genannt. Die zugehörige Bergarbeitersiedlung erhielt im selben Jahr den Status einer Siedlung städtischen Typs und 1943 das Stadtrecht unter dem heutigen Namen.

### Bevölkerungsentwicklung
| Jahr | Einwohner |
| ---- | --------- |
| 1939 | 12.710    |
| 1959 | 8.295     |
| 1970 | 10.985    |
| 1979 | 11.122    |
| 1989 | 11.787    |
| 2002 | 10.364    |
| 2010 | 9.622     |

Anmerkung: Volkszählungsdaten

## Wirtschaft und Infrastruktur
Nach der Einstellung der Kohleförderung in den 1990er Jahren gibt es in Bolochowo noch eine Maschinenfabrik (Gefest AG; Ausrüstungen für die Lebensmittelindustrie und den Schienenfahrzeugbau), eine Kunststoff- und eine Möbelfabrik sowie ein Werk für Bau-Metallkonstruktionen.
Die Stadt liegt an der 1874 eröffneten Eisenbahnstrecke Wjasma–Tula–Uslowaja–Rjaschsk (Stationsname Prissady; Streckenkilometer 315).